# Litoria brongersmai
Litoria brongersmai är en groddjursart som först beskrevs av Arthur Loveridge 1945.  Litoria brongersmai ingår i släktet Litoria och familjen lövgrodor. IUCN kategoriserar arten globalt som otillräckligt studerad. Inga underarter finns listade i Catalogue of Life.